# 桑园子站
桑园子站位于中华人民共和国甘肃省兰州市榆中县来紫堡乡桑园子村，是一个陇海铁路上的铁路车站，为兰州铁路枢纽北环线的起点，建于1952年，目前为四等站。现不办理客货运业务。